# كنيسة كيريماكي

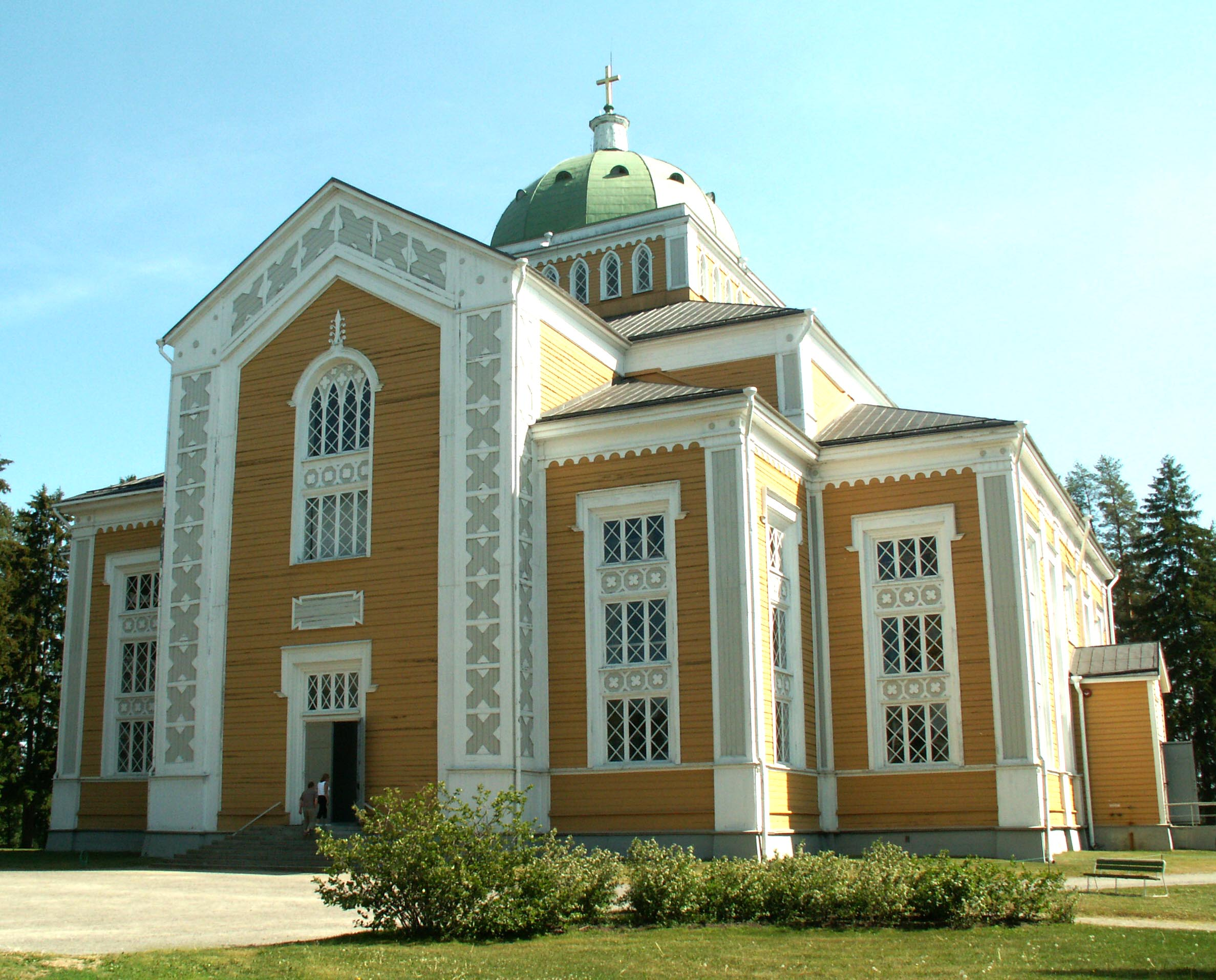
كنيسة كيريماكي

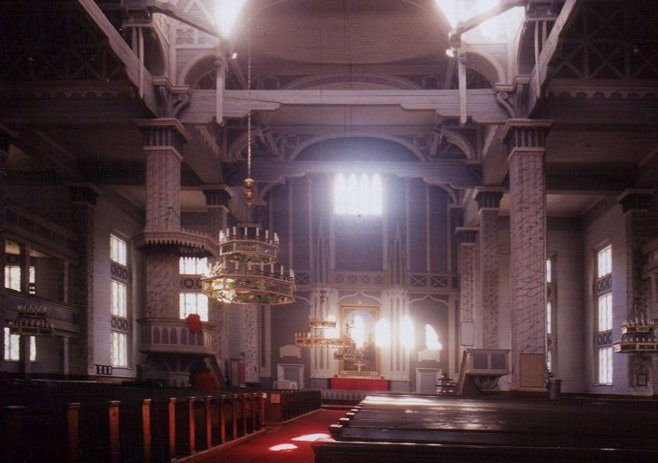
داخل الكنيسة

كنيسة كيريماكي في بلدة كيريماكي، فنلندا، أكبر كنيسة خشبية في العالم.
صممه أندرس فريدريك غرانستت، وبنيت بين 1844 و 1847، يبلغ طول الكنيسة 45 مترا، بعرض 42 مترا، على ارتفاع 37 مترا، وتتسع لأكثر من 3000. تماما يمكن أن يكون هناك 5000 شخص في وقت واحد في الكنيسة.
تردد أن حجم الكنيسة كان نتيجة خطأ في التقدير أثناء البناء (زُعم أن المعماري كان يعمل بالسنتيمتر، في أن البنـّاء استعمل البوصة، فصارت أكبر ب2.54 مرة). ومع ذلك، أظهرت مزيد من الدراسات أن المقصود فعلا أن تكون الكنيسة لتكون كبيرة كما هي، لذلك يمكن أن تستوعب بسهولة من نصف سكان المنطقة في نفس الوقت.
خلال فصل الشتاء، تعقد العظات في «كنيسة الشتاء» الأصغر (المبنية سنة 1953)، لانعدام التدفئة في المبنى الرئيسي.